# バルセロナ (ベネズエラ)
バルセロナ（Barcelona）は、ベネズエラのアンソアテギ州の都市で同州の州都で、自治体としてはシモン・ボリーバルに属し、その中心エリアである。1671年に創設された。

## 歴史
20世紀に、建造物のほとんどが建てられたプエルト・ラ・クルスとは違い、バルセロナは歴史的建築、近代的建築が混在している。ヌエバ・バルセローナ・デル・セロ・サントス居住区（Nueva Barcelona del Cerro Santo）は、当初はスペイン人コンキスタドールのジュアン・オルピーによって創設された。その後、サンチョ・フェルナンデス・デ・アングロによって、1671年頃カタラン（Catalan）という小さなコムーネの隣で元の場所から2キロ離れた場所に再建された。バルセロナは、ヌエバ・アンダルシーア内の一つの県、ヌエバ・バルセロとなった。
ナポレオン・ボナパルトにより国王が退位させられた後、新大陸アメリカ内のスペイン領で自治の要求運動が起きた。ベネズエラでは、1810年4月19日に追放されたフェルディナンド王の名の下で、いくつかの臨時政府により自治が行われ、それが地方議会の形成に結びついた。同年4月27日にバルセロナ州の独立を宣言するために、バルセロナで会議が招集された。1810年7月11日に、バルセロナ州もスペイン政府の統治を認めない州の一つとして、カラカス最高評議会に入れられた。これがスペイン王室からの独立を望むグループと、スペインによる統治を依然として認めるグループの間で内乱が起きるきっかけとなった。
フランシスコ・デ・ミランダがベネズエラへ帰還し、1811年7月5日に独立が宣言され、その直後から、依然としてスペインとカディス議会に忠誠を誓った州と、スペインからの独立を達成した州との間で内乱が起きた。"La Casa Fuerte" は、街の中心に近い場所に立つ建物で、1811年のベネズエラ独立戦争の時期を象徴している。この建物は、古いサンフランシスコ会の修道院の遺構の上に建てられ、このエリアの行政機関が入居しているが、スペインの支配から街を守るために、共和主義擁護者により要塞に転用された。1817年4月17日、この要塞は王国軍により接収、破壊された。王国軍は、バリケードを築いて中に立てこもっていた1600人全員を殺害した。
第一共和制が倒れた後、王党派による支配は、バルセロナ州の制限と行政構造を維持し続けた。しかし、1821年バルセロナ州は、クマナ州、マルガリータ州と共に、グヤナ州に併合され、オリノコ管区 （Department of the Orinoco） の一部として機能した。
1830年にバルセロナは自治権を再度は与えられ、第2次の独立闘争の際は、その中心となった。